# Hôtel de ville de Saumur
L'hôtel de ville de Saumur est un édifice datant de la Renaissance, situé à Saumur, dans le département français de Maine-et-Loire.

## Historique
Le bâtiment fortifié construit au XVIe siècle, en bordure de Loire, probablement sur les bases d'un édifice préexistant, faisait partie intégrante des fortifications de la ville. Ce bâtiment est un bâtiment administratif de la ville depuis 1508, date de la prise de fonction de Guillaume Bourneau, sieur de Montaglan, lieutenant général à Saumur.
Entre 1856 à 1862, une aile, de style néo-gothique, alors en vogue au XIXe siècle, est ajoutée au bâtiment sur les plans de l'architecte Charles Joly-Leterme.

## Description
Intégré aux fortifications, le bâtiment du XVIe siècle comprenait créneaux, mâchicoulis, et échauguettes. La face nord, en saillie des fortifications, ne présentait aucune ouverture et, combiné à la hauteur des murs, offrait une protection aux attaques.
Sur une composition symétrique, le bâtiment arbore un style gothique flamboyant justifié par la présence d'accolades surmontant toutes les baies, de colonnettes torsadées ou encore la corniche décorée d’une frise de ceps de vigne.

## Protection aux monuments historiques
L'ancien corps de bâtiment du XVIe siècle est classée au titre des monuments historiques par arrêté du 16 février 1903 ; l'aile du XIXe siècle est inscrite par arrêté du 6 septembre 1995.

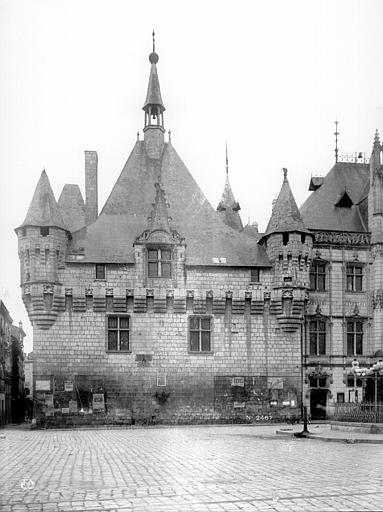
L'hôtel de ville en 1890.
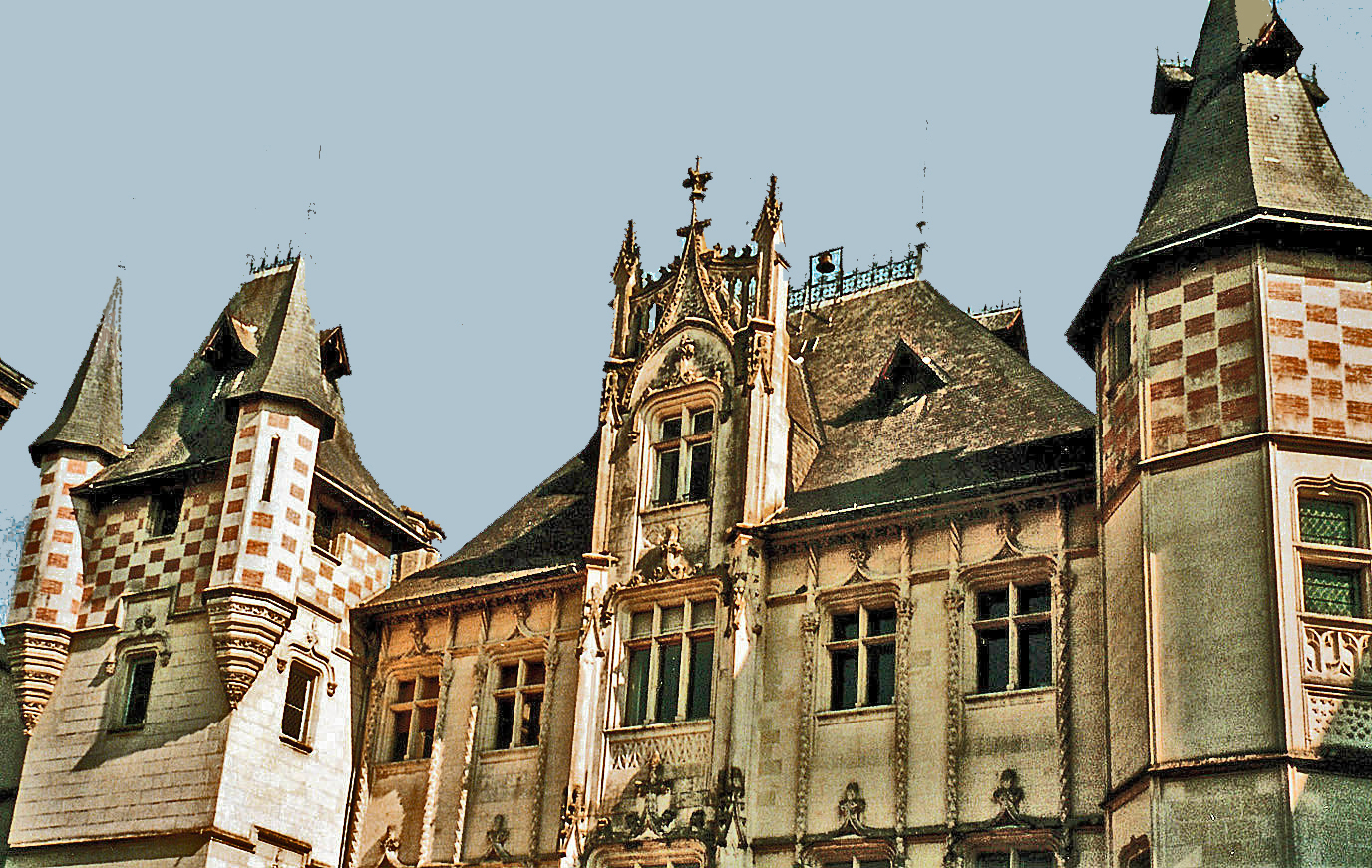
Vue façade sur cour.
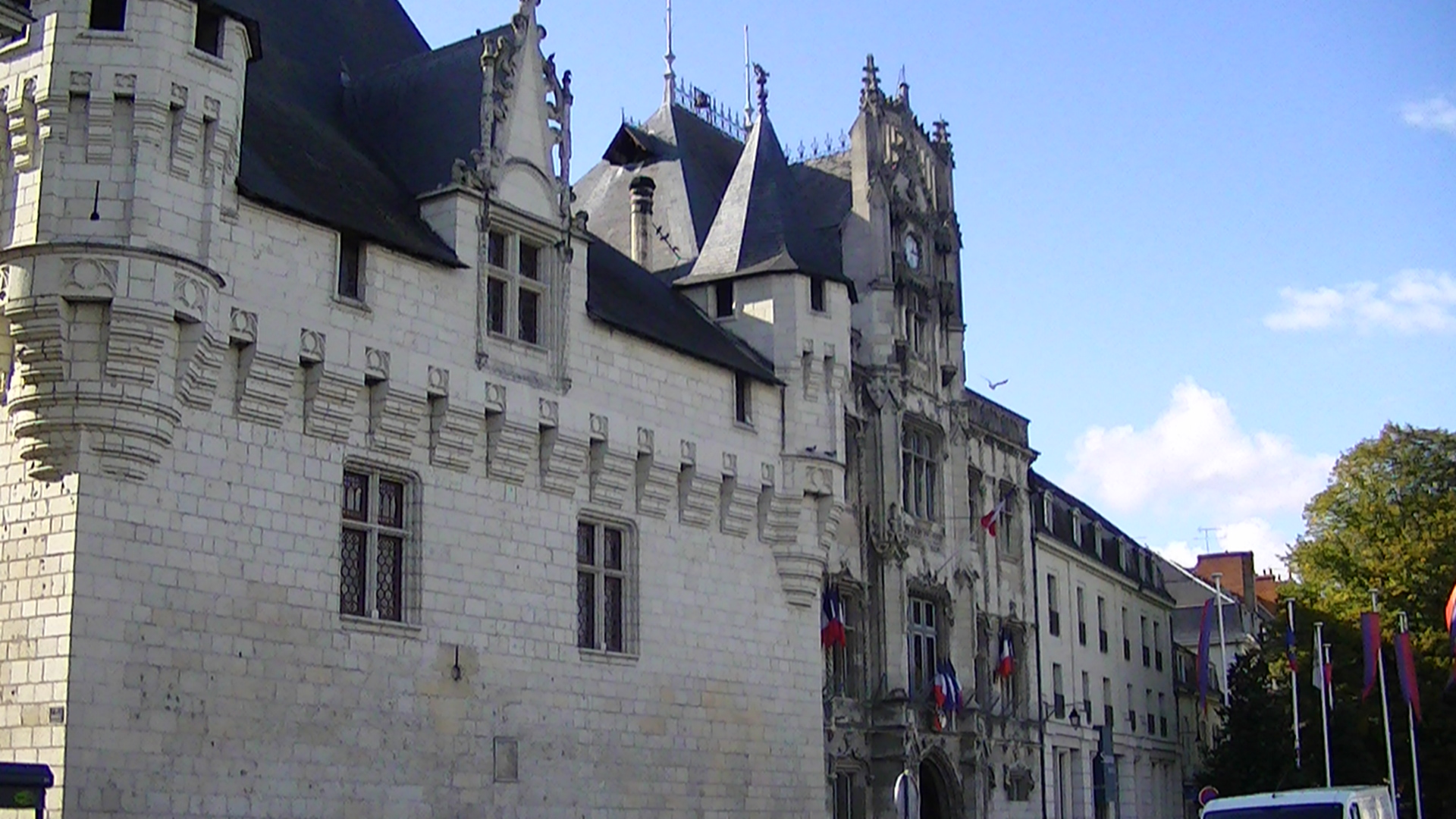
Vue générale.
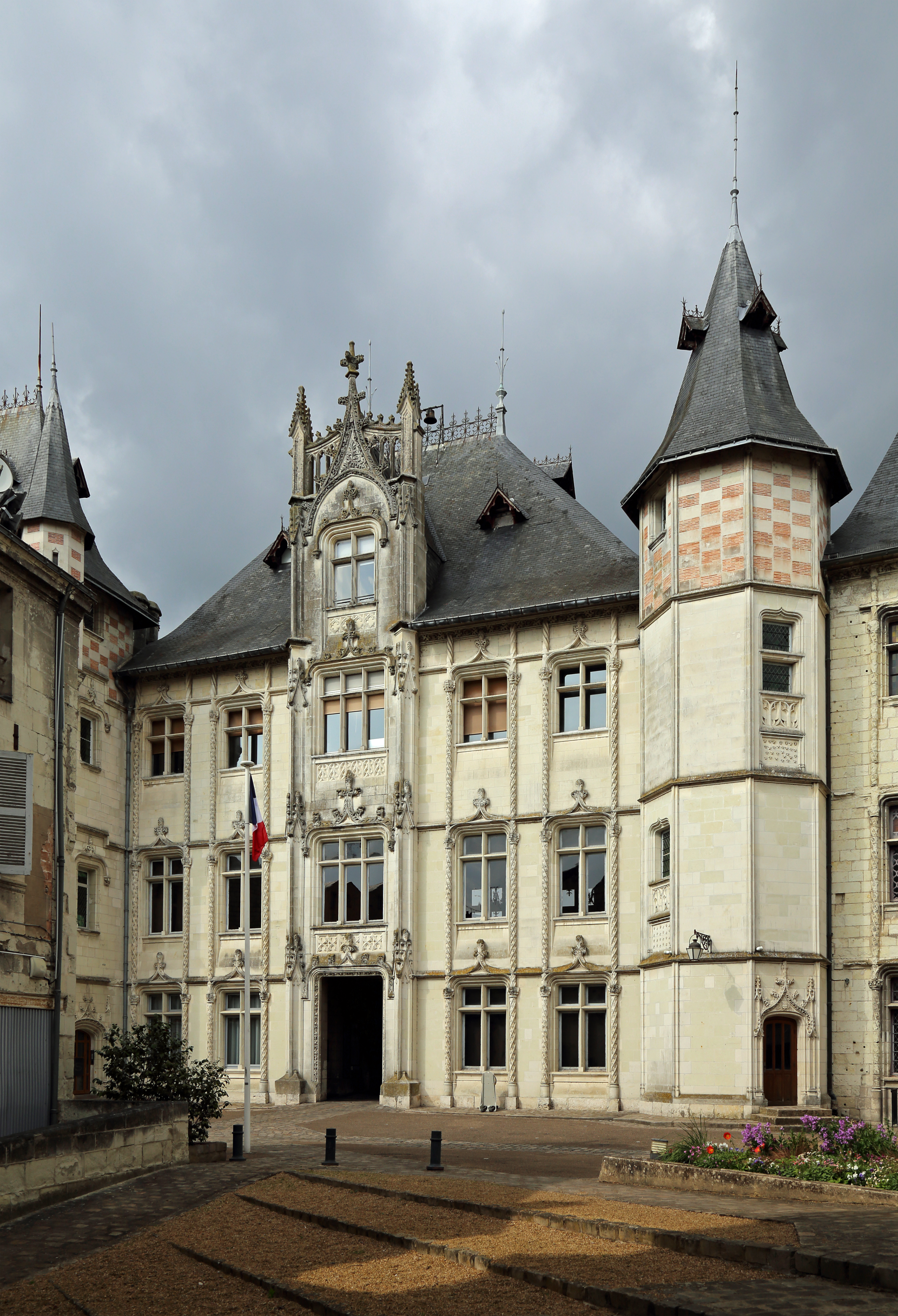
Vue générale.